# No Sleep for Lucy
No Sleep for Lucy – szwedzki zespół muzyczny utworzony w 2011 przez autorów i producentów muzycznych, Kristoffera Sjökvista i Christiana Rabba. 
Nazwa zespołu została wymyślona przez wokalistę Lukasa Meijera, który zainspirował się artykułem na temat odkrytego w 1974 żeńskiego szkieletu liczącego ok. 3,2 miliona lat, nazwanego przez naukowców imieniem Lucy. Piosenkarz stwierdził, że „szkielet krąży po świecie i jest nieustannie badany przez naukowców, więc Lucy nigdy nie zazna spokoju”.

## Historia
Kristoffer Sjökvist i Christian Rabb znają się od dzieciństwa, w latach młodości tworzyli wspólnie pierwsze piosenki oraz grali koncerty. W 2011 zdecydowali się na stworzenie zespołu rockowego, do współpracy nad którym zaprosili wokalistę Lukasa Meijera, poleconego duetowi przez siostrę Rabba, Mikaelę. Podczas pierwszych spotkań stworzyli kilka piosenek, w tym m.in. „Until the End”, „Feel Alive” i „Going Down”. 28 czerwca 2013 wydali debiutancki singiel „Feel Alive”, później wydali następne: „Going Down” (2013), „Closure” (2014) i „Don’t Let Go” (2017). Piosenki znalazły się na ich debiutanckim albumie studyjnym, zatytułowanym Until the End, który wydali 9 marca 2018.
W 2016 byli nominowani do nagrody rozgłośni radiowej Bandit Rock w kategorii „Przełom roku”.

## Dyskografia

### Albumy studyjne
- Until the End (2018)